# Медаља за војне заслуге (Република Српска)
Медаља за војне заслуге је установљена 1993. године системом одликовања Републике Српске дефинисаним Уставом Републике Српске у коме се каже: медаље су јавно државно признање Републике Српске које се додјељују лицима или колективима за једнократне изузетне заслуге и дјела, која су по својој природи непоновљива и јединствена, односно за добро обављену дужност или службу или за учествовање у одређеном догађају.
Медаља за војне заслуге има једну класу, која се додјељује припадницима оружаних снага Републике Српске за полет у остваривању задатака или примјерности у војничким и старјешинским особинама. Медаљом за војне заслуге се могу одликовати и грађанска лица за примјеран рад и допринос значајан за државу.
Натпис на медаљи гласи: (Приказ четири оцила), За војне заслуге, Република Српска.

## Одликовани
- Недељко Награисаловић (Јаворани), војник Војске Републике Српске (постхумно).